# Clara Hübner
Clara Hübner, geborene Clara Zitt (1. Januar 1841 in Trier – 15. März 1876 in Hamburg), war eine deutsche Kinderdarstellerin und Theaterschauspielerin.

## Leben
Hübner war ein Schauspielerkind und schon von Jugend auf mit der Bühne vertraut. So wuchs sie mitten im Treiben der kleineren Theater auf, spielte Kinderrollen in Frankfurt an der Oder, Thorn, Memel, Rostock etc. bis sie endlich 1861 an das Viktoriatheater nach Berlin kam. Hier wurde eigentlich ihr Talent im Fach der Liebhaberin erkannt und erregte nahezu Aufsehen. Doch blieb sie nur ein Jahr daselbst, kam dann nach Riga, das sie nach einjährigem Engagement verließ, um am 10. September 1863 als „Isaura“ in Schule des Lebens am Thaliatheater zu gastieren. Seither gehörte sie dieser Bühne an, und zwar als ein bevorzugtes Mitglied. In kürzester Zeit ging sie in das Fach der jugendlichen Salon- und Anstandsdamen über, und es zählten sodann „Herzogin“ in Glas Wasser, „Julie“ in Werner, „Dora“ in Ein deutsches Dichterleben, „Stiefmutter“ von Hugo Benedix zu ihren allerbedeutendsten Partien.
Ihre Leistungen war eine edle Aristokratie aufgeprägt, ohne dabei dem Humor irgendwie Abbruch zu tun. In früheren Jahren bot sie in dem mit ihrem Gatten Julius Hübner (seit 15. Juni 1868) zusammen gespielten Rollen in den Causerien Im Waggon erster Klasse, Mit der Feder, Im Wartesalon erster Klasse etc. tadellose Kabinettstückchen. In ihrer Künstlerepoche zwang sie hochgradige Nervosität, welche die bedauerlichsten Formen annahm, der Bühne zu entsagen. Sie starb am 15. März 1876 in Hamburg.